# 天主教伯利茲城-貝爾莫潘教區
天主教伯利茲城-貝爾潘莫教區（拉丁語：Dioecesis Belizepolitana-Belmopana）是伯利茲一個羅馬天主教教區，屬金斯頓總教區。
1888年6月10日設英屬洪都拉斯宗座監牧區，1893年1月3日升為代牧區。1925年12月15日易名為伯利茲代牧區。1956年2月29日升為教區。1983年12月31日易名至今。
教區幅蓋伯利茲全境，座堂位於伯利茲城，另於首都貝爾莫潘設副主教座堂。2006年有教友218,938人，佔轄區總人口76.1%。教區下轄十三個堂區，有三十名司鐸。現任教區主教為多里克·麥高雲·萊特、輔理主教克里斯托弗·格兰西。